# ミカン属

ミカン属（ミカンぞく）は、ムクロジ目ミカン科の属である。学名：Citrus（キトルス、シトラス）。
ウンシュウミカン、ナツミカン、ユズなどがこの属に属する。属名は、ラテン語でシトロンを意味する citrus（キトルス）に由来。

## 分類
- イヨカン Citrus iyo
- ウンシュウミカン Citrus unshiu
- オレンジ Citrus sinensis
- カボス Citrus sphaerocarpa
- キシュウミカン Citrus kinokuni
- キノット Citrus chinotto
- グレープフルーツ Citrus X paradisi
- コウジ Citrus leiocarpa
- サンボウカン Citrus sulcata
- シトロン Citrus medica
- ジャバラ Citrus jabara
- スダチ Citrus sudachi
- ダイダイ Citrus aurantium
- タチバナ Citrus tachibana
- タンゴール Citrus reticulata
- ナツダイダイ（ナツミカン） Citrus natsudaidai
- ハッサク Citrus hassaku
- ハナユズ Citrus hanayu
- ヒュウガナツ Citrus tamurana
- ヒラミレモン（シークヮーサー） Citrus depressa
- ザボン（ブンタン） Citrus maxima
- ポンカン（マンダリンオレンジ） Citrus reticulata
- ユズ Citrus junos
- ライム Citrus aurantifolia
- レモン Citrus limon
- クレメンタイン（マンダリンオレンジの一種。） Clementine（Citrus × clementina）

## 履歴
米国のウォルター・テニソン・スウィングルは、ミカン属に16の種しか見出さなかった。しかしスウィングルに師事した日本の柑橘類の権威は、自然界からの標本採取ではなく、がんらい栽培種として育てられてきた種類に着眼し、それらを分類学者が種として発表することを可能とする"Hort." (Hortulanorum)の制度を提唱した（1928年国際園芸学会議ウィーン ）。その結果、田中長三郎は長年の研究により、ミカン属を細かく160前後の種に分類した。
ところが現在の研究では、一般的に真正の種と認められておらず、ほぼ交配雑種・品種だとみなされている。例えば、田中による種 Citrus clementina Hort. ex Tanakaは、じつは交配種Citrus × clementinaとされている。近年の遺伝子型、表現型を比較した研究では、ミカン属の原種はわずか4種程度とされており、つまりそれ以外はほとんど雑種であるというのが一般結論である。
分類学で、田中長三郎のように細かく種を分ける学者は「スプリッター」("splitter")、スウィングルのように種の定義を広くとる学者は「ランパー」("lumper")と言われる。長三郎の仕分けシステムは、分類学上の有効性がなくとも、特に日本の多くの品種を分類化するのに、便宜性があり、香味成分、栽培論などではいまだに用いだされる例もあるようだが、遺伝子的な近似を比較した研究では、長三郎の分類したと同じグループ化(クラスタリング)をしていないという結果も出ている

## 画像

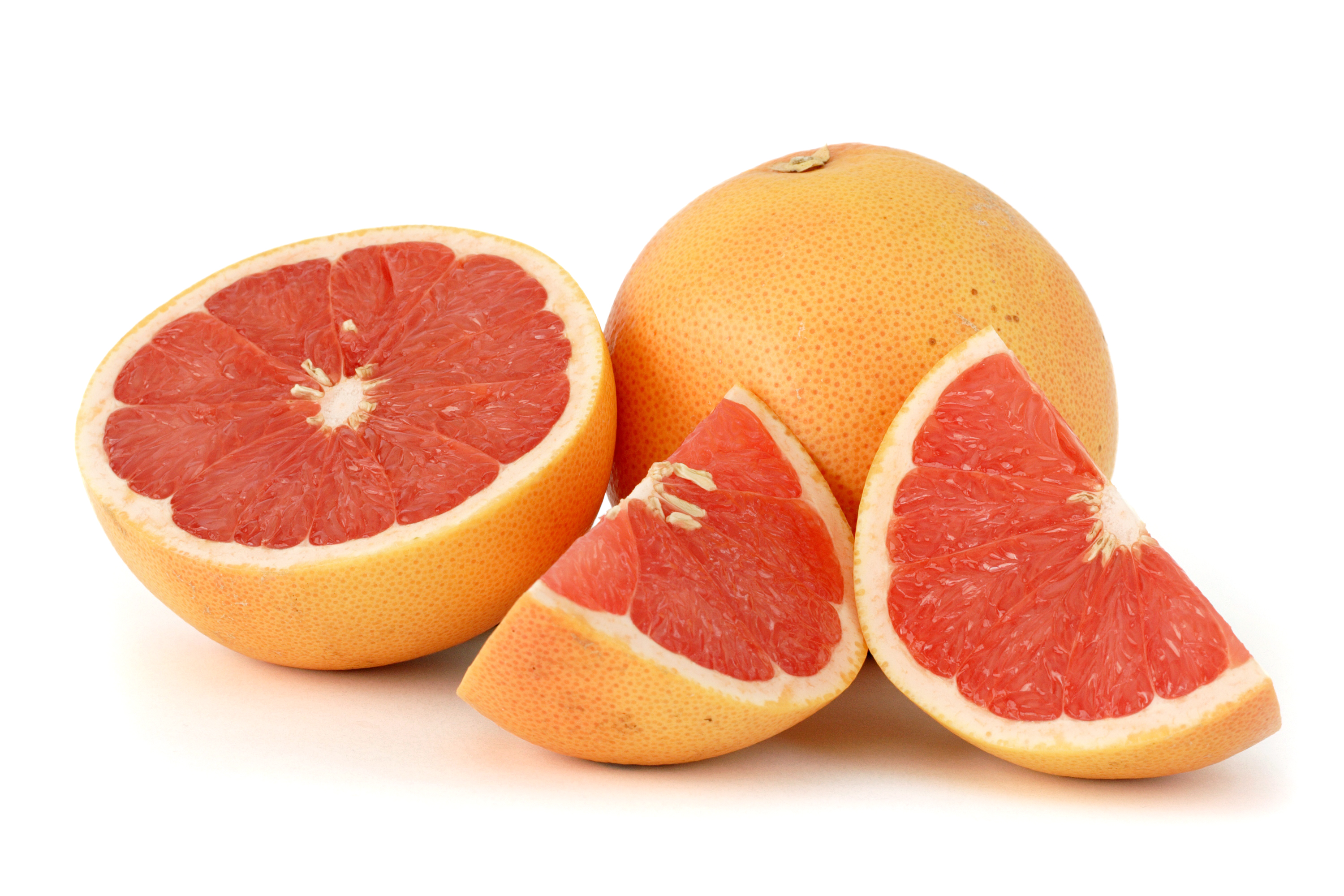
グレープフルーツ
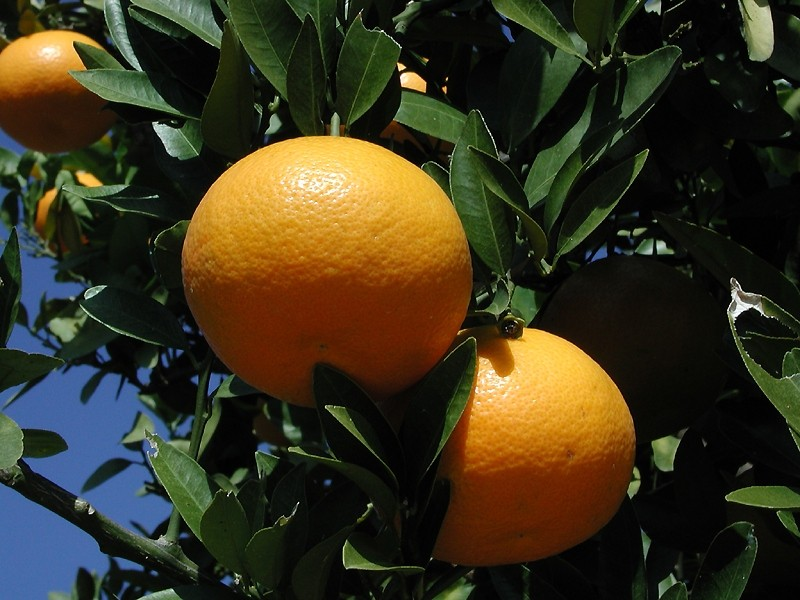
イヨカンの果樹
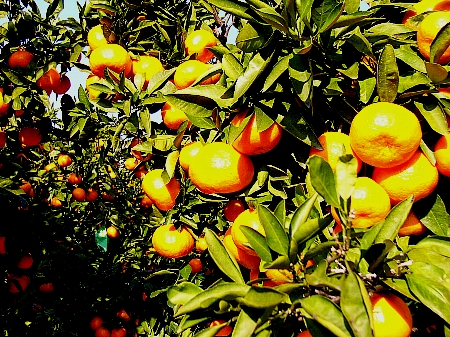
ウンシュウミカンの果樹
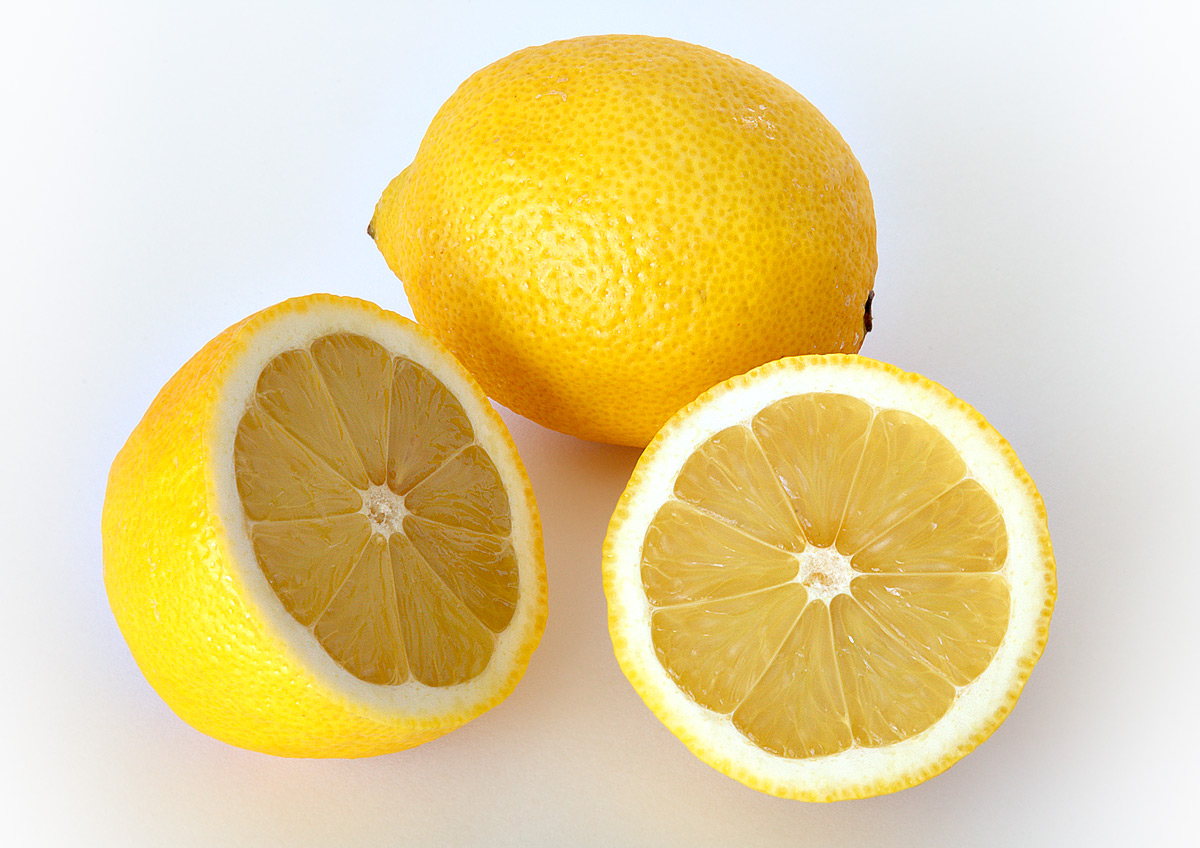
レモンの果実
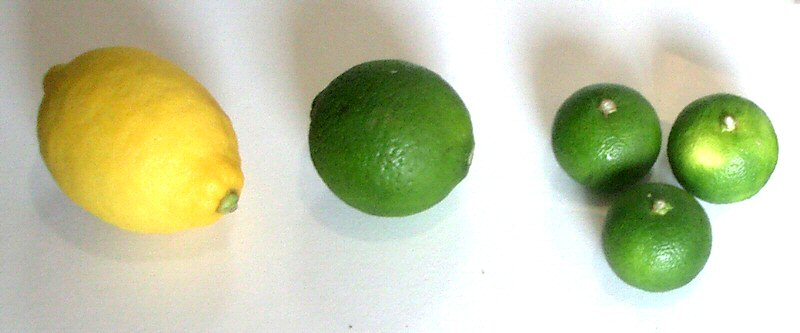
左からレモン、ライム、スダチの果実